# Aleijadinho
Aleijadinho (Ouro Preto 1738-1814 id.; pe numele său real António Francisco Lisboa) a fost un arhitect și sculptor brazilian . Copil nelegitim, născut din legătura unui arhitect portughez cu o indigenă de culoare, el ajunge să reprezinte, prin opera sa, culmea arhitecturii braziliene a barocului. Creațiile sale - 6 biserici realizate în provincia auriferă Minas Gerais, îmbinând o decorație plastică de o profuziune barbară, accentuată de coloane în torsadă, cu formele arhitectonice relativ mai solemne, mai reținute ale edificiilor de cult portugheze tradiționale - sunt definitorii pentru așa-zisul Barroco Mineiro brazilian (sec. XVIII). Printre lucrările sale majore se numără biserica São Francisco de Asis din Ouro Preto (1766-1794), cu aspectul aproape rococo - construcție cu plan central, sugerând totuși existența unei nave longitudinale flancată de două turnuri rotunde, biserica Bom Jesus de Matosinhos din Congonhas do Campo (începută în 1777) și îndeosebi scara monumentală, cu rampe, din fața ei (1800-1805), amintind de scena unui teatru baroc, 12 figuri de profeți sculptate din steatită ș.a. Alte lucrări: Biserica din Morro Grande, Biserica parohială din Tiradentes (fațada).
1. 1 2 3 4  Enciclopédia Negra[*] Verificați valoarea |titlelink= (ajutor)
2. ↑  Autoritatea BnF, accesat în 10 octombrie 2015
3. ↑   https://mix-n-match.toolforge.org/#/entry/115953538 Lipsește sau este vid: |title= (ajutor)
4. 1 2  Czech National Authority Database, accesat în 7 noiembrie 2022